# Pont-aqueduc de Galas
Le pont-aqueduc de Galas est un monument historique de Vaucluse, situé dans la ville de Fontaine-de-Vaucluse. Il permet au Canal de Carpentras de traverser la Sorgue.

## Histoire
Le site est inscrit monument historique par arrêté du 6 novembre 2001.